# Acanthiza reguloides
Acanthiza reguloides е вид птица от семейство Pardalotidae. Видът е незастрашен от изчезване.

## Разпространение
Разпространен е в Австралия.